# عدم تحمل الكحول
عدم تحمل الكحول يرجع إلى تعدد الأشكال الوراثية للإنزيم الكحولي ديهيدروجيناز، الإنزيم الذي استقلاب تناول الكحول. غالبا ما يتم الإبلاغ عن هذا تعدد الأشكال في المرضى الآسيويين.
يمكن أيضا أن يكون من الآثار أو الآثار الجانبية المرتبطة بعض الأدوية مثل ديسلفيرام، مترونيدازول, أو نيلوتاميد. انسداد الأنف والجلد التنظيف هي الأعراض الأكثر شيوعا عند تناول الكحول.
يمكن أيضا أن توصف بأنها التعصب يسبب أعراض مخلفات مماثلة ل «رد فعل مثل disulfiram» من نقص ديهيد ديهيدروجيناز أو متلازمة التعب المزمن. قد يشير الألم الشديد بعد شرب الكحول إلى حالة أكثر خطورة.
إذا كان الناس غير متسامحين، فقد تكون بعض المشروبات غير الكحولية مشكلة، على غرار الأدوية المحتوية على الكحول أو الخل أو استنشاق الكحول أو بخار مواد التنظيف المحتوية على الكحول. شرب الكحول أولا أو بعد ذلك جنبا إلى جنب مع سماناميد الكالسيوم، وهو مركب غير عضوي يستخدم كسماد، يمكن أن يسبب التعصب الدائم أو الطويل الأمد (مرض النترولي)،
المساهمة جنبا إلى جنب مع مواد أخرى لتراكم الأسيتالدهيد الضارة عن طريق تثبيط إنزيم الأسيتالديهيد ديهيدروجيناز.